# カーヴィ
カーヴィ（フィンランド語: Kaavi）は、フィンランド・北サヴォ県にある自治体。1875年に設立された。
人口は2,779人余りであるが、面積は789.59km2（平方キロメートル）であり、このうち115.49km2は水域面積である。1km2あたりの人口密度は4.12人である。

## 観光スポット

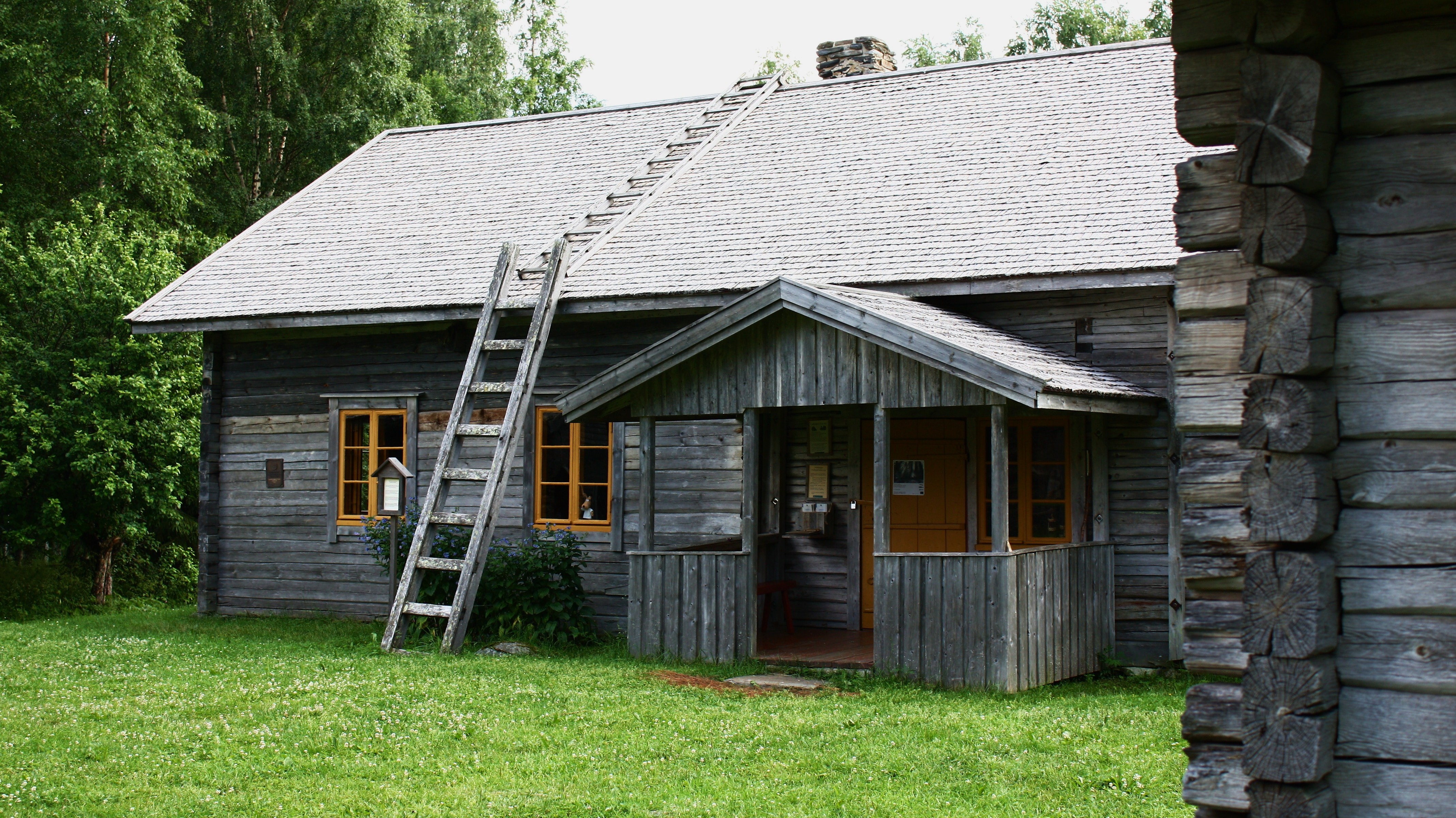
テルッカマキ。

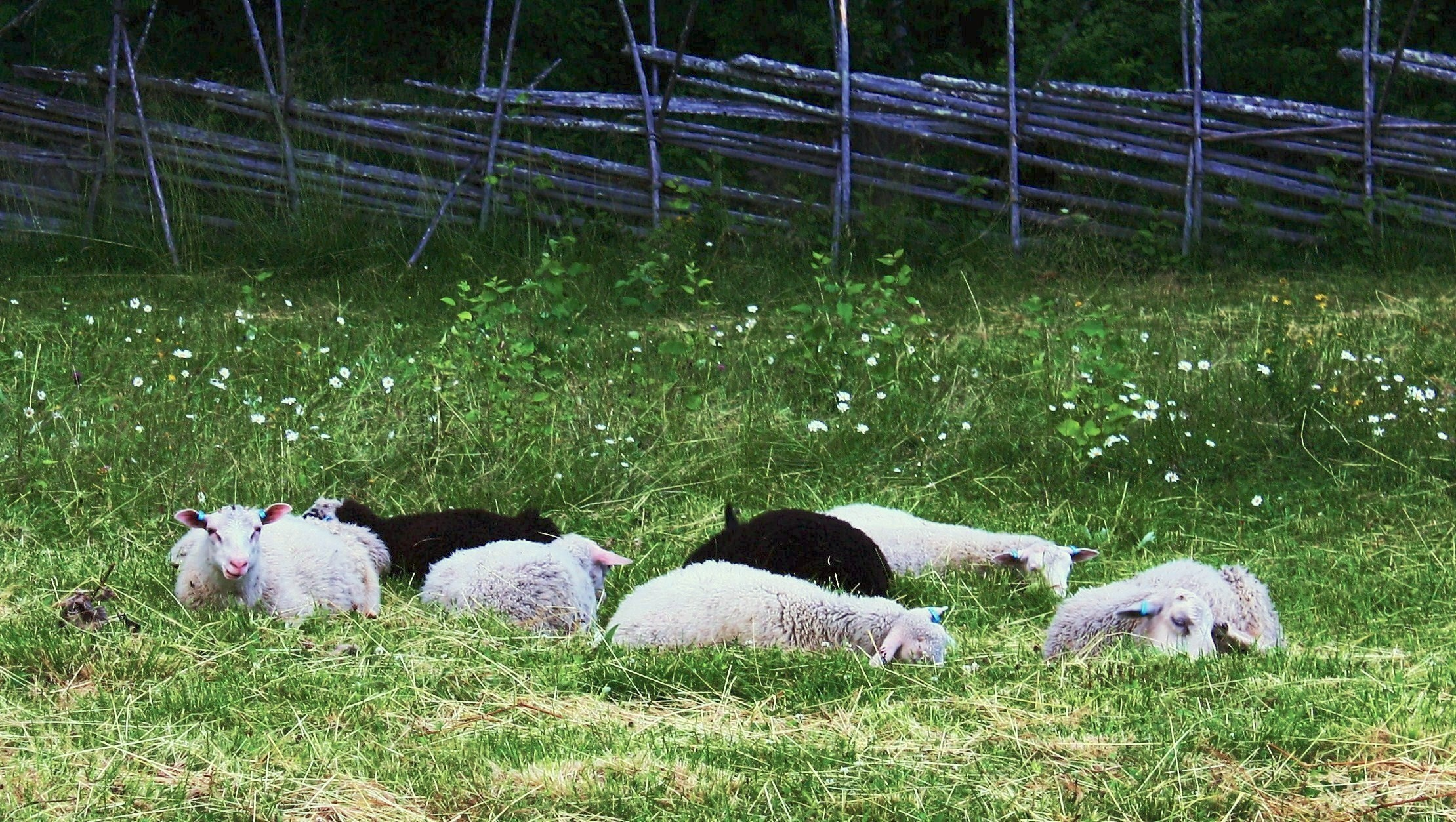
テルッカマキ。

- ユーチラ鋳造所（フィンランド語: Juutilan valimo、英語: Juutila Foundry）
  - ベル鋳造
  - 鋳造所博物館
- ルイコンラハティにある木造教会（フィンランド語: Luikonlahden tsasouna）
- マーリャンリンテートスキー場（フィンランド語: Maarianrinteet）
  - アルペンスキー
  - スノーボード
  - クロスカントリースキー
- テルッカマキ（フィンランド語: Telkkämäen perinnetila、英語: Telkkämäki Nature Reserve）
  - 自然保護区
  - 伝統的な農場
  - 彫刻の森美術館
- バイッコ川（フィンランド語: Vaikkojoki、英語: River Vaikkojoki）
  - カヌー
  - ラフティング
  - フライ・フィッシング
  - 釣り
  - ハイキング
- ブルースフェスティバル（フィンランド語: Kaavi Blues）

## 場所

### 距離
- クオピオ - 60キロメートル
- ヨエンスー - 90キロメートル
- ヘルシンキ - 450キロメートル
- ペトロザヴォーツク（ロシア） - 435キロメートル
- サンクトペテルブルク（ロシア） - 450キロメートル

### 国境検問所
- ニーララ（フィンランド語: Niirala） - 162キロメートル

### 空港
- クオピオ空港 - 45キロメートル
- ヨエンスー空港 - 85キロメートル

### 鉄道駅
- クオピオ - 57キロメートル
- ヨエンスー - 93キロメートル

## 姉妹都市
- モニステ（エストニア）
- ヴォル県（エストニア）